# Улица Митрополита Гавриила Бэнулеску-Бодони (Кишинёв)
Улица Митрополита Гавриила Бэнулеску-Бодони (рум. Strada Mitropolit Gavriil Bănulescu-Bodoni) — одна из центральных улиц муниципия Кишинёв в Республике Молдова, формально относящаяся к сектору Боюканы.

## История
Улица Митрополита Гавриила Бэнулеску-Бодони находится в самом центре Кишинёва. Появилась в начале XIX века, первое название — Семинарская улица. В 1813 году инженером-землеустроителем Михаилом Озмидовым была составлена топографическая карта города; до нашего времени дошёл только её фрагмент, на котором были нанесены несколько улиц, в том числе и Семинарская. В 1817 году Михаил Озмидов по заданию генерал-губернатора Бессарабии Алексея Бахметева составил новый, более детальный план Кишинёва, на который были нанесены и существовавшие тогда улицы, и проектируемые. В период между 1817 и 1820 годами, согласно этому плану, в центральной части города было проложено несколько улиц, в числе которых была Семинарская улица.
Вначале улица была проложена между сегодняшними улицами Александру чел Бун и А. Матеевича. В районе улицы Александру чел Бун Семинарская улица упиралась в Ильинскую церковь (построена в 1806 году; снесена в 1960 году для прокладки продолжения улицы согласно генеральному плану Кишинёва 1951 года). В этом же районе находился и старейший в Кишинёве Ильинский рынок, который был закрыт в советское время.
Гавриил Бэнулеску-Бодони, митрополит Бессарабии, был непосредственно причастен к строительству зданий, расположенных на Семинарской улице. По его инициативе на улице в начале XIX века была построена Духовная семинария (1813) — дом, который расположен на углу улиц Бэнулеску-Бодони и Когэлничану, именно он дал улице её изначальное название. В то время семинария была самым солидным зданием на Семинарской улице (в наши дни в нём расположен один из корпусов Технического университета). По инициативе митрополита на улице было построено ещё несколько духовных зданий — Митрополия (в настоящее время на этом месте находится Здание правительства Республики Молдова), Духовная школа. Идея построить Кафедральный собор (находится между улицами Пушкина и Бэнулеску-Бодони) также принадлежала первому российскому митрополиту Кишинёвскому и Хотинскому.
В конце XIX века улица была заасфальтирована одной из первых в Кишинёве.
С 1899 по 1924 год улица называлась улицей Гоголя. При румынском правлении улица была переименована дважды — вначале ей было дано её нынешнее название, улица Митрополита Гавриила Бэнулеску-Бодони (1924—1932). Затем верхняя часть улицы (от улица А. Матеевича до проспекта Штефана чел Маре) была названа улицей Маршала К. Презана, нижняя — улицей Университэций (1932—1944). После освобождения Кишинёва в ходе Великой Отечественной войны, в 1944 году улице вернули имя Гоголя. После обретения Молдовой государственного суверенитета в 1990 году улица Гоголя была, как и в 1924 году, переименована в улицу Митрополита Гавриила Бэнулеску-Бодони.
Между 1967 и 1970 годами, в соответствии с постановлением Совета Министров Советского Союза от 1964 года, на улице Бэнулеску-Бодони был выстроен первый в городе десятиэтажный жилой дом. Строительство этого дома положило начало возведению домов повышенной этажности как на главных городских улицах, так и в новых жилых районах города Кишинёва.
Протяжённость улицы Митрополита Гавриила Бэнулеску-Бодони составляет 1750 метров.

## Достопримечательности

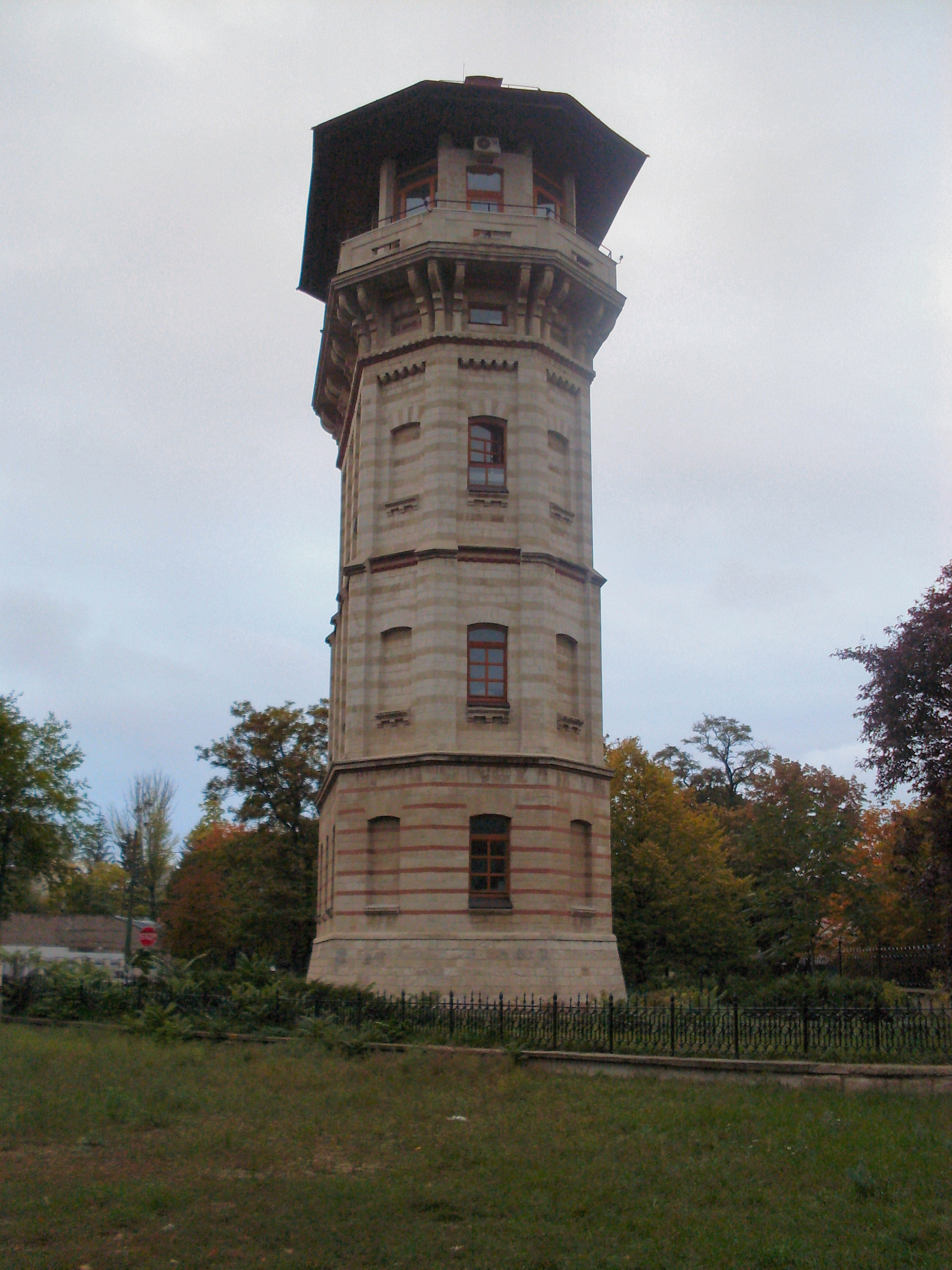
Водонапорная башня — один из памятников архитектуры, находящийся на улице Бэнулеску-Бодони

На улице находятся несколько памятников архитектуры и истории.
- Памятник Стефану Великому (на углу улицы Бэнулеску-Бодони и проспекта Штефана чел Маре) — символ столицы Молдовы[6] (1928 год, скульптор Александр Плэмэдялэ).
- Водонапорная башня (на углу улиц Бэнулеску-Бодони и А. Матеевича), построенная архитектором Александром Бернардацци в конце XIX века (сохранилась до наших дней), которая положила начало истории кишинёвского водопровода[4].
- Здание бывшего Реального училища (дом № 35, построен в 1901 году; в настоящее время в здании располагается Лицей «Мирча Елиаде»)[1].
- Музей археологии и этнографии Академии Наук Республики Молдова (построен в середине XIX века, архитектор Александром Бернардацци; ранее в этом здании был дом боярина Донича)[1].
- Несколько других памятников архитектуры конца XIX — начала XX веков.

## Государственные учреждения
- В непосредственной близости от улицы Бэнулеску-Бодони находится Здание правительства Республики Молдова (архитектор С. Фридлин, 1964 год[7]).
- На улице располагается Высшая Судебная палата Республики Молдова (на углу улицы Когэлничану)[1].

## Учебные заведения
- Молдавская экономическая академия (рум. Academia de Studii Economice din Moldova)[8].
- Рядом с улицей Бэнулеску-Бодони находится также Государственный университет Молдовы.

## Транспорт
Движение на улице Митрополита Гавриила Бэнулеску-Бодони одностороннее с 1974 года. Направление — от улицы Иерусалимской к улице А. Матеевича.
По улице Бэнулеску-Бодони проходят:
- Маршруты троллейбусов № 4 (кольцевой), № 7 (Ул. Узинелор — Ул. Докучаева), № 10 (Ул. Студенческая — Ул. Миорица), № 16 (Ул. Мештерул Маноле — Театр «Ликурич»), № 24 (Ул. И. Думенюк — Ул. А. Матеевича) и № 29 (кольцевой)[10].
- Маршруты автобуса № 11 (Ул. Тигина — Просп. Кантемира) и № 26 (Шоссе Балкань — Кладбище Святого Лазаря)[11].